# 밴드에이드

밴드에이드 로고

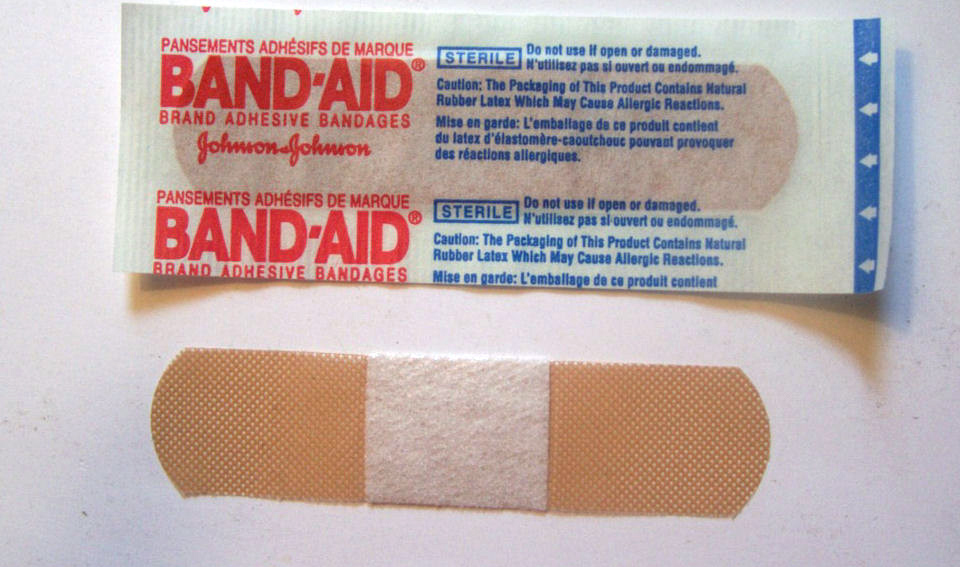
밴드에이드

밴드에이드(Band-Aid)는 켄뷰가 제조 및 판매하는 반창고 제품이다. 본래 존슨앤드존슨 산하에 있었으나, 2023년부터 회사가 분리되었다. 1920년에 발명된 이 제품은 미국 등의 나라에서 반창고를 부르는 일반적인 용어가 되었다.